# 劉敏相
劉 敏相（ユ・ミンサン、朝鮮語: 유민상、1921年7月21日 - 2000年12月29日）は、大韓民国の空軍軍人、政治家、法学者。第2代法制処次長、第7代法制処長、第9代韓国国会議員を歴任した。
本貫は江陵劉氏。

## 経歴
ソウル出身。京畿公立中学校、京城帝国大学予科文科、同大法文学部法科卒。朝鮮戦争期の大韓民国空軍中領を経て、1956年に予備役編入。ソウル大学校法科大学講師、梨花女子大学校法政大学副教授、韓国科学院監事、民議院法司委員会専門委員、国家再建最高会議法司委員会諮問委員、憲法審議会専門委員、選挙法審議会専門委員、選挙法起草専門委員、法制調査委員会委員、法制処行政諮問委員、第2代法制処次長、第7代法制処長（1969年10月〜1973年3月）、統一主体国民会議選出の第9代国会議員（1973年〜1976年3月11日）を歴任した。
2000年12月29日、持病により永東セブランス病院で死去。享年79。